# 1443

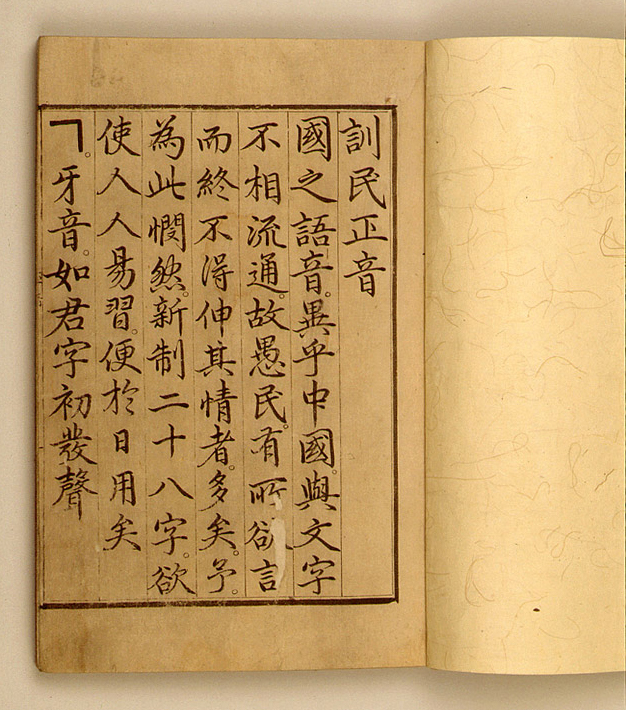
Hunminjeongum (1446), waarin het hangul-schrijfsysteem wordt beschreven

Het jaar 1443 is het 43e jaar in de 15e eeuw volgens de christelijke jaartelling.

## Gebeurtenissen
- 1 januari - Paus Eugenius IV roept op tot de Kruistocht van Varna tegen het Ottomaanse Rijk.
- 26 april - Veldslag tussen Kumbha van Mewar en Mahmud Khalji van Malwa. De strijd is onbeslist, maar Mahmud Khalji is gedwongen zich uit Mewar terug te trekken.
- begin november - Slag bij Niš: De kruisvaarders onder Johannes Hunyadi verslaan drie Ottomaanse legers en veroveren Niš.
- 28 november - De Albanese prins Skanderbeg, officier in het Osmaanse leger, loopt tijdens een veldslag tegen de Hongaren over en begint een opstand tegen de sultan.
- Door of onder leiding van koning Sejong komt het Koreaanse hangul-alfabet tot stand.
- Het Parlement van Toulouse wordt opgericht.
- De Portugese ontdekkingsreiziger Nuno Tristão bereikt Arguin en het einde van de Sahara.
- Verdrag van Gyehae: So Sadamori, daimyo van Tsushima, krijgt het recht te handelen met Korea, maar verplicht zich de piraterij te bestrijden.
- Sora wordt verheven van een graafschap tot een hertogdom.

## Opvolging
- Bosnië - Stjepan Tvrtko II opgevolgd door Stjepan Tomaš
- Brieg - Elisabeth van Hohenzollern opgevolgd door Jan I van Lüben en Hendrik X van Chojnów
- Generalitat de Catalunya - Antoni d'Avinyó i de Moles opgevolgd door Jaume de Cardona i de Gandia
- patriarch van Constantinopel - Metrofanes II opgevolgd door Gregorius III Mammas
- Georgië - Alexander I opgevolgd door zijn zoon Vachtang IV
- Beieren-Ingolstadt - Lodewijk VII opgevolgd door zijn zoon Lodewijk VIII
- Luxemburg (erfelijk) - Willem III van Saksen opgevolgd door Ladislaus Posthumus van Oostenrijk en Bohemen
- Luxemburg (bij verpanding) - Elisabeth van Görlitz opgevolgd door Filips de Goede van Bourgondië
- Palts-Neumarkt - Johan opgevolgd door zijn zoon Christoffel III van Denemarken
- shogun - Ashikaga Yoshikatsu opgevolgd door zijn broer Ashikaga Yoshimasa
- Sicilië (onderkoning) - Raimundo Perellos opgevolgd door Lope Ximénez de Urrea y de Bardaixi
- Vietnam - Nhân Tông als opvolger van Thái Tông

## Afbeeldingen

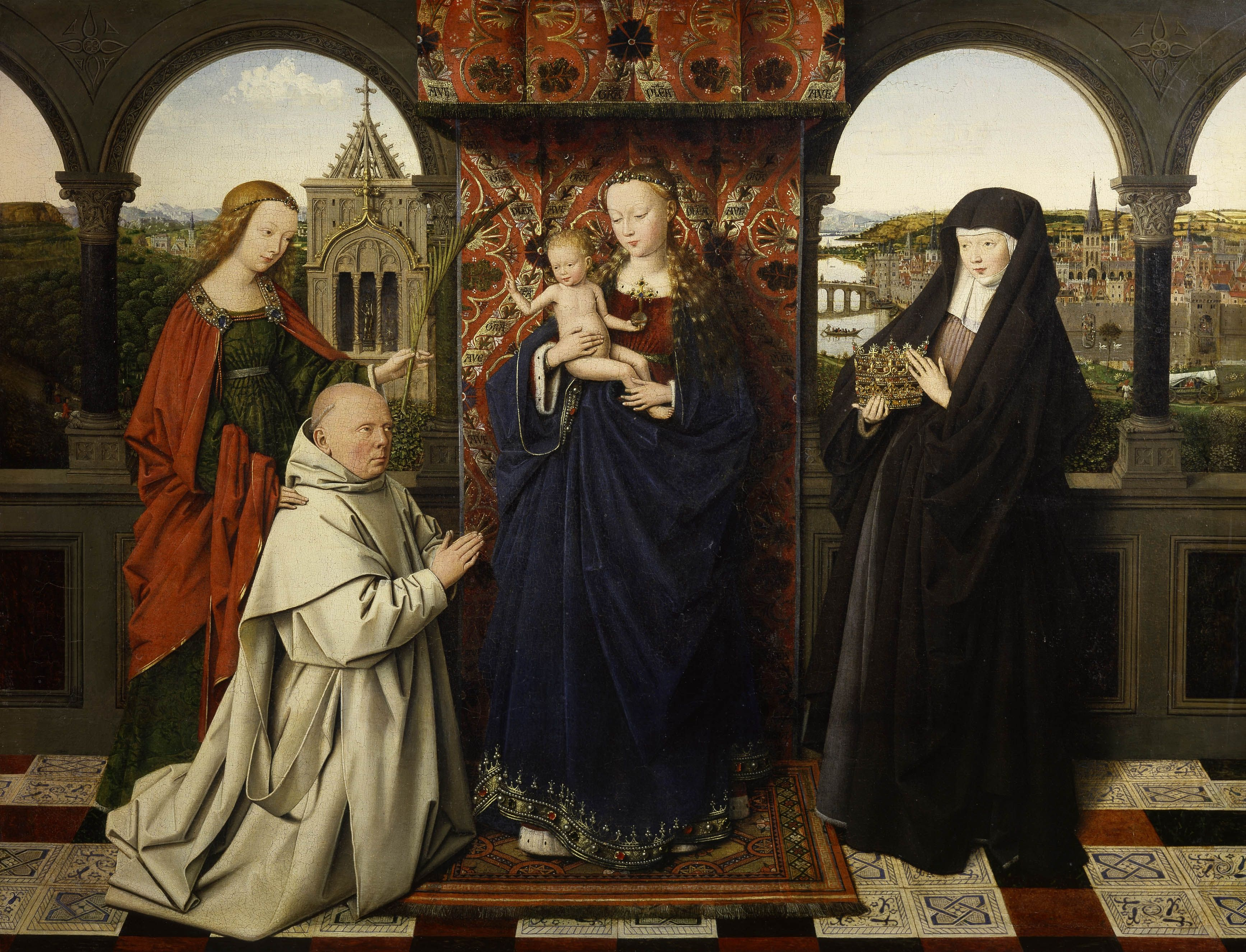
atelier Jan van Eyck: Madonna van Jan Vos (1441-1443)
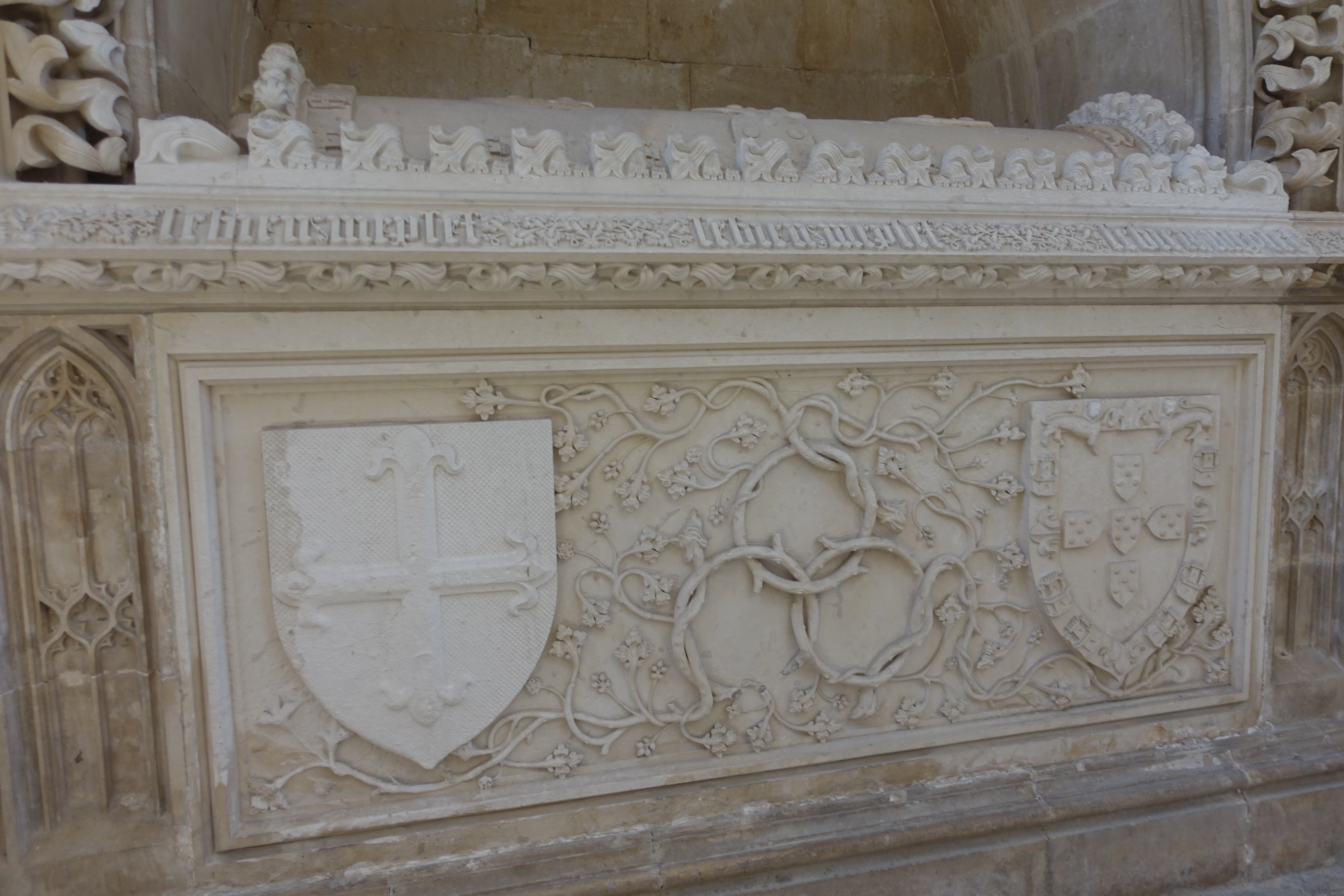
graftombe van Ferdinand van Portugal

## Geboren
- 27 januari - Albrecht, hertog van Saksen (1464-1500)
- 12 februari - Giovanni II Bentivoglio, Italiaans edelman
- 23 februari - Matthias Corvinus, koning van Hongarije (1458-1490)
- 5 mei - Elisabeth Borluut, Vlaams patriciër
- 31 mei - Margaret Beaufort, Engelse edelvrouw
- 23 augustus (vermoedelijke datum) - Rudolf Agricola, Noord-Nederlands geleerde
- 25 augustus - Joris van der Paele, Vlaams geestelijke
- 10 november - Adolf III, graaf van Nassau-Wiesbaden
- 1 december - Magdalena van Valois, regentes van Navarra
- 5 december - Julius II, paus (1503-1513)
- Beltrán de la Cueva, Castiliaans staatsman
- Thomas Howard, Engels edelman
- Godhard III von der Recke, Duits edelman
- Girolamo Riario, Italiaans edelman
- Francesco Salviati, aartsbisschop van Pisa

## Overleden
- 11 januari - La Hire (~52), Frans legerleider
- 28 januari - Robert le Maçon (~77), Frans staatsman
- 14 maart - Johan van Palts-Neumarkt (~59), Duits edelman
- 9 mei - Niccolò Albergati (~69), Italiaans kardinaal
- begin mei - Johan II van Nassau-Siegen, Duits edelman
- 26 mei - Johannes Hoen (~92), Limburgs edelman
- 26 mei - Johan III van Wittem (~77), Limburgs edelman
- 5 juni - Ferdinand (40), Portugees prins
- 16 augustus - Ashikaga Yoshikatsu (9), shogun (1442-1443)
- 13 september - Jan van der Clyte, Vlaams staatsman
- 11 december - John Cornwall (~79), Engels edelman
- 12 december - Katharina van Naaldwijk (48), Hollands non
- Margaretha van Comminges, Frans edelvrouw
- Barthelemi Guichard, bisschop van Orange
- Frederik XII van Hohenzollern, Duits edelman
- Erasmo da Narni (~73), Italiaans soldaat
- Zeami Motokiyo, Japans toneelschrijver (jaartal bij benadering)